# 빼앗긴 들에도 봄은 오는가
빼앗긴 들에도 봄은 오는가는 시인 이상화의 시이다. 일제강점기 한민족의 비참한 심정이 표현되었다. 작자의 반일(反日) 민족의식을 표현한 작품으로 비탄과 허무, 저항과 애탄이 깔려 있다. 비록 나라는 빼앗겨 얼어붙어 있을 망정, 봄이 되면 민족혼이 담긴 국토, 즉 조국의 대자연은 우리를 일깨워준다는 것이다. 국토는 일시적으로 빼앗겼다 하더라도 우리에게 민족혼을 불러일으킬 봄은 빼앗길 수 없다는 몸부림, 즉 피압박 민족의 비애와 일제에 대한 강력한 저항의식을 담고 있다.

## 전문
지금은 남의 땅 ― 빼앗긴 들에도 봄은 오는가? 

  

나는 온 몸에 햇살을 받고

푸른 하늘 푸른 들이 맞붙은 곳으로

가르마 같은 논길을 따라 꿈 속을 가듯 걸어만 간다.

 

입술을 다문 하늘아 들아

내 맘에는 나 혼자 온 것 같지를 않구나

네가 끌었느냐 누가 부르더냐 답답워라 말을 해 다오. 

  

바람은 내 귀에 속삭이며

한 자국도 섰지 마라 옷자락을 흔들고

종다리는 울타리 너머 아씨같이 구름 뒤에서 반갑다 웃네.  

 

고맙게 잘 자란 보리밭아

간밤 자정이 넘어 내리던 고운 비로

너는 삼단 같은 머리를 감았구나 내 머리조차 가뿐하다.  

 

혼자라도 가쁘게나 가자.

마른 논을 안고 도는 착한 도랑이 

젖먹이 달래는 노래를 하고 제 혼자 어깨춤만 추고 가네.  

 

나비 제비야 깝치지 마라

맨드라미 들마꽃에도 인사를 해야지

아주까리 기름을 바른 이가 지심 매던 그 들이라 다 보고 싶다. 

내 손에 호미를 쥐여 다오

살찐 젖가슴과 같은 부드러운 이 흙을

발목이 시도록 밟아도 보고 좋은 땀조차 흘리고 싶다.  

 

강가에 나온 아이와 같이

짬도 모르고 끝도 없이 닫는 내 혼아

무엇을 찾느냐 어디로 가느냐 웃어웁다 답을 하려무나.  

 

나는 온 몸에 풋내를 띠고

푸른 웃음 푸른 설움이 어우러진 사이로

다리를 절며 하루를 걷는다 아마도 봄 신령이 지폈나 보다. 

 

그러나 지금은 ― 들을 빼앗겨 봄조차 빼앗기겠네.